# Belmont (Califórnia)
Belmont é uma cidade localizada no estado americano da Califórnia, no Condado de San Mateo. Fica na área da baía de São Francisco, na península de São Francisco, a meio caminho entre São Francisco e San José. Fazia originalmente parte do Rancho de las Pulgas, que dá nome a uma de suas principais estradas, a Alameda de las Pulgas. A cidade foi incorporada em 1926. Possui mais de 28 mil habitantes, de acordo com o censo nacional de 2020.
O Ralston Hall é um marco histórico construído pelo fundador do Banco da Califórnia, William Chapman Ralston, no campus da Universidade Notre Dame de Namur, e também abriga a Notre Dame High School. Foi construído em torno de uma vila anteriormente propriedade do Conde Leonetto Cipriani, um aristocrata italiano. O localmente famoso "Waterdog Lake" também está localizado no sopé e nas terras altas de Belmont.
Uma estrutura sobrevivente da Exposição Internacional Panamá-Pacífico está na Belmont Avenue (outra é o Palácio de Belas Artes de São Francisco). O edifício foi trazido para Belmont por E.D. Swift logo após o encerramento da exposição em 1915.
Belmont tem uma lei antifumo, aprovada em janeiro de 2009, que proíbe fumar em todas as empresas e apartamentos e condomínios de vários andares; a portaria foi descrita como uma das mais rígidas do país.

## Geografia
De acordo com o Departamento do Censo dos Estados Unidos, a cidade tem uma área de 12,01 km², dos quais 11,99 km² estão cobertos por terra e 0,02 km² (0,2%) por água.

### Localidades na vizinhança
O diagrama seguinte representa as localidades num raio de 8 km ao redor de Belmont. 

## Demografia
Desde 1930, o crescimento populacional médio, a cada dez anos, é de 70,2%.

### Censo 2020
De acordo com o censo nacional de 2020, a sua população é de 28 335 habitantes e sua densidade populacional de 2 363,1 hab/km². Seu crescimento populacional na última década foi de 9,7%, acima do crescimento estadual de 6,1%. É a 12ª cidade mais populosa e a nona mais densamente povoada do condado de San Mateo.
Possui 11 169 residências que resulta em uma densidade de 931,5 residências/km² e um aumento de 1,3% em relação ao censo anterior. Deste total, 4,2% das unidades habitacionais estão desocupadas. A média de ocupação é de 2,6 pessoas por residência.
A renda familiar média é de 156 052 dólares e a taxa de emprego é de 66,4%.

### Censo 2010
Segundo o censo nacional de 2010, a sua população era de 25 835 habitantes e sua densidade populacional de 2 159,08 hab/km². Possuía 11 028 residências que resultava em uma densidade de 921,6 residências/km².

## Marco histórico
Belmont possui apenas uma entrada no Registro Nacional de Lugares Históricos, o William C. Ralston House, designado em 15 de novembro de 1966, conjuntamente com a designação de Marco Histórico Nacional.